# Suldalsvatnet
Suldalsvatnet (oder Suldalsvatn) ist der Name eines Sees in der Kommune Suldal in der norwegischen Provinz Rogaland. Der See erstreckt sich von Roalkvam im Nordosten bis Suldalsosen im Südwesten. Der Suldalsvatnet ist seit jeher eine zentrale Verkehrsader gewesen. In früheren Zeiten waren Ruderboote auf dem Suldalsvatnet unterwegs, bis 1885 ein Dampfschiff zum Personentransport eingesetzt wurde. In den 1930er Jahren kam die Fähre Suldalsporten auf der Strecke Nesflaten-Solheimsvik dazu. In Verbindung mit dem Ausbau der Ulla-Førreverkene (einer Gruppe von Wasserkraftwerken) in den 1970er und 1980er Jahren wurde eine Autostraße entlang des Sees gebaut und der Fährverkehr eingestellt. 
Der Suldalsvatnet ist auch als gute Angelmöglichkeit bekannt und jedes Jahr gibt es das Storaure-Festival in Nesflaten.